# Alois Wey
Alois Wey (* 9. Juli 1894 in Murg; † 25. Mai 1985 in Wittenbach SG) war ein Schweizer Zeichner. Als ausgebildeter Dachdecker wandte er sich als über Achtzigjähriger der Malerei zu. Seine auf Papier entworfenen Schlösser, Paläste, Kathedralen und imaginären Behausungen werden der Art brut zugerechnet.

## Leben
Alois Wey war das älteste von sieben Kindern und wuchs bei seiner Grossmutter auf. Im Winter sicherte der Dachdeckerberuf des Vaters den Unterhalt der Familie nicht. Seine Mutter musste deshalb als Waschfrau und Weissnäherin das Familieneinkommen aufbessern, ebenso wie Wey selbst seit seinem zehnten Lebensjahr zum Lebensunterhalt der Familie beitragen musste. Seine knappe abendliche Freizeit verbrachte er mit Zeichnen.
Im Ersten und Zweiten Weltkrieg leistete er seinen Aktivdienst als Patrouillengänger und Lastenträger. In seinem Arbeitsleben war er nicht nur als Dachdecker tätig, sondern auch als Freileitungsmonteur, Bergmann, Maurergehilfe und Plattenschichter in einem Eternitwerk. Mit 72 Jahren nahm er noch eine Arbeit in der Küche des Bahnhofsbuffets in Zürich als Tellerwäscher auf. Die Schweiz verliess er lediglich einmal, um im Fürstentum Liechtenstein als Hilfsmineur zu arbeiten.
In seinen jüngeren Jahren galt er als ungeduldig, aufbrausend und jähzornig, allerdings auch als zupackend bei der Arbeit. Mit Stolz blickte er darauf zurück, dass er die Zeiten von Arbeitslosigkeit – in die er durch seine Trunksucht geraten war – immer wieder unterbrach und diese schliesslich als 62-Jähriger mit Hilfe des Blauen Kreuzes überwand.
Nachdem er sein Arbeitsleben beendet hatte, zog er in das Altersheim Stein im Toggenburg und 1974 in den «Kappelhof» nach Wittenbach. Hier begann er mit achtzig Jahren – nach jahrzehntelanger Unterbrechung – wieder zu zeichnen. Die im Altersheim entstandenen Werke fertigte er in bis zu zehnstündigen Sitzungen. Er achtete darauf, zur gleichen Zeit und am selben Bild zu arbeiten. Seine Arbeit unterbrach er nur für die Mahlzeiten und die Inhalationen, die sein Asthma erforderte. Für jedes seiner Bilder verwandte er ungefähr einen Monat.

## Werk
Weys Werk besteht aus Zeichnungen von Schlössern, Palästen, Kirchen und anderen phantasievollen Gebäuden, die er mit Farbstiften ausführte. Die Leuchtkraft der Farben erhöhte er, indem er sie mit Gold-, Silber- und Kupferbronze unterlegte. Er legte Wert darauf, dass seine Gebäude in «Senkel und Blei» – also im Lot – standen. Anfangs standen seine Gebäude noch in realen Landschaften, später verschwanden diese und blieben nur in den «Durchblicken» erhalten. Keine seiner Zeichnungen, weder in der Zusammenstellung, in den Farben oder in den Motiven, gleicht einer anderen. Von wenigen Ausnahmen abgesehen finden sich in seinen Bildern auch keine Personen.
Das Werk Weys kann man in fünf Phasen einteilen:
1. Bei den Werken der ersten Phase handelt es sich um kleinformatige Zeichnungen von Gebäuden, die mit Farbstiften ausgeführt sind und häufig Namen in der Wey eigenen Orthographie tragen. Grand Hottel, Palazzo-del-Parlamentio und Ch’LeerinsTiduT in Ankara sind Beispiele. Hier herrschen zarte Farbtöne in Dunkelblau, Violett, Dunkelrot, Gelb, Orange, Hell- und Dunkelgrün vor. Trägerelemente oder Torbögen betonte Wey mit Silberbronze. Vorhandene Toreinfahrten führen oft ins Leere und bleiben dann weiss. Goldbronze verwandte er hingegen nur zurückhaltend für die Sonne oder Reflexe auf den Dächern. In den Fensterflächen stellte er bereits bis zu drei Farben über- oder nebeneinander.
2. In der zweiten Phase scheint die Füllung der Fenster oftmals sehr pointillistisch zu sein. Blau tritt zugunsten des Rot in den Hintergrund und der Anteil der verwendeten Goldbronze wird grösser. Die ersten Kirchtürme erscheinen und die Farben behalten ihren zarten Charakter.
3. In der dritten Phase werden die Farben noch leuchtender. Mehrere sich ähnelnde Gebäude – wie Paläste und Basiliken – stellt Wey zu grösseren Gebäudekomplexen zusammen. Die Fensterflächen und vor allem die Flächen der Torbögen erhalten nun häufig ein Karomuster.
4. In der vierten Phase werden die Kompositionen grossformatiger und die Zusammenstellungen zu Gebäudegruppen häufiger. Gleichzeitig erweitert Wey die Zahl der Farben um die Farbtöne rosa, hellblau und zitronengelb. Ausserdem verwandte er nun auch Kupferbronze für die Torbögen und Minarette. Den Rand der Zeichnungen versah er mit Verzierungen aus schwarzer Tinte. Sämtliche Motive und Farbtöne aus den früheren Zeichnungen wurden von Wey auch in den grossen Formaten angewandt.
5. In der abschliessenden fünften Phase kehrt Wey zu kleineren Formaten zurück, die jedoch grösser sind als die der ersten Phase, was beim fortgeschrittenen Alter Weys und seiner zurückgehenden Arbeitskraft nicht erstaunt. Die leuchtenden Farben bleiben und ein Nachlassen der Qualität ist nicht zu verspüren. Wey erklärte das mit der Tatsache, mehr Erfahrung zu besitzen und die Farben bewusster anzuwenden, was auch das intensive Leuchten seiner Zeichnungen erkläre. Die Flächen sind gleichmässiger ausgemalt und das Pointillistische früherer Zeichnungen ist fast völlig verschwunden.

## Ausstellungen
Einzelausstellungen
- 1976: Ortsmuseum Wittenbach
- 1979/1980: Collection de l’Art Brut, Lausanne
- 1981: Kunsthaus Aarau
- 1981: Kunstverein St. Gallen
- 1984: Galerie Numaga 1, Auvernier
- 1995: «Die Traumpaläste des Alois Wey», Museum im Lagerhaus, St. Gallen

Gruppenausstellungen
- 1982/1983: «Kunst um den Bodensee – Naive Malerei – naiv?», Singen/Htw., Saulgau, Bregenz, St. Gallen
- 1983/1984: Galerie Bettie Thommen, Basel
- 1984: «Realisten der Sehnsucht», Kunstverein Olten
- 2004: «Bunt ist meine Lieblingsfarbe», Kunstmuseum Solothurn